# Abiuracja

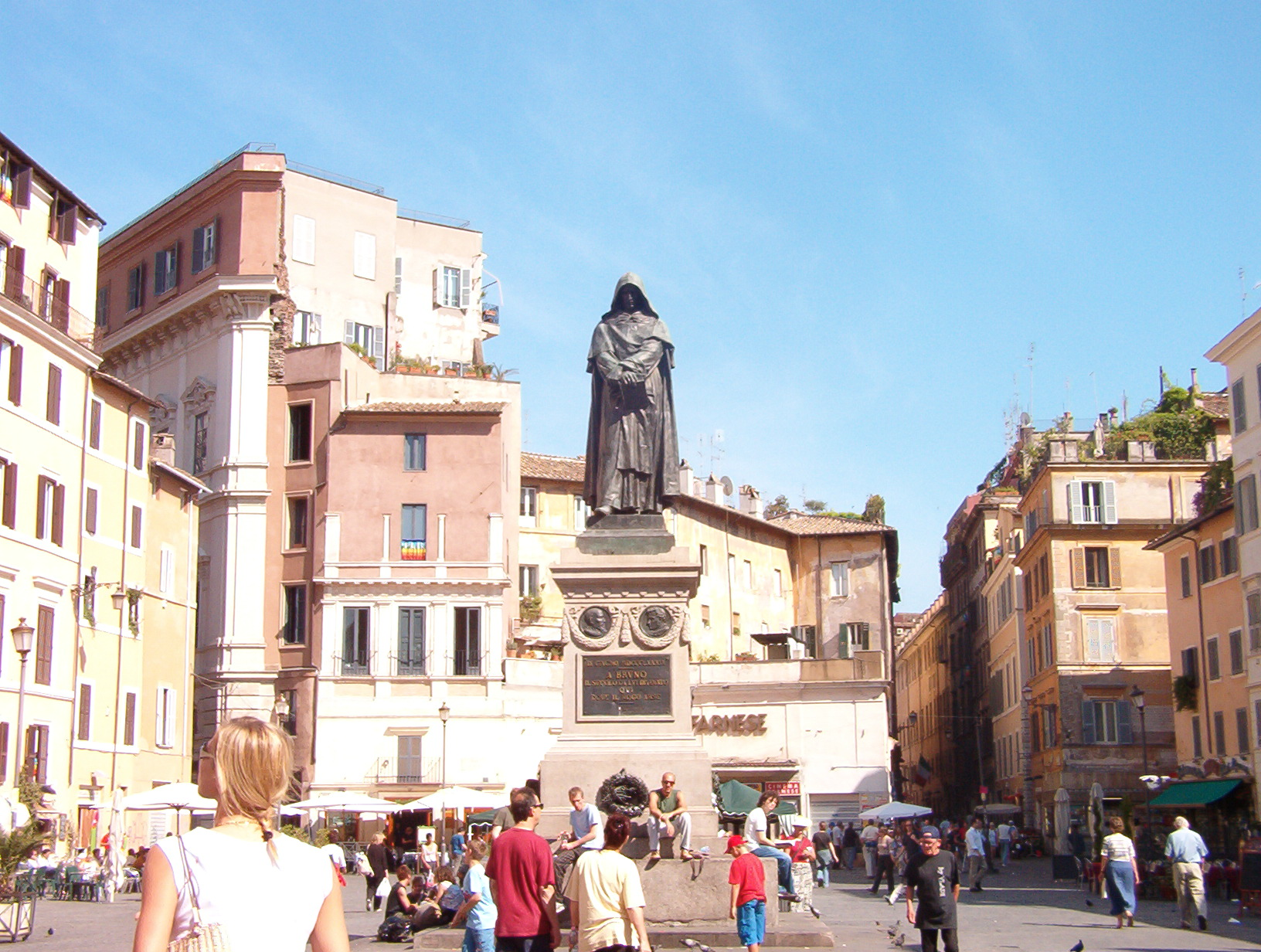
Campo de’ Fiori w Rzymie. Miejsce wykonania ok. 30 egzekucji z wyroku Rzymskiej Inkwizycji.

Abiuracja (łac. abiurare, „odprzysięgać się”, „wypierać”) − publiczne wyparcie się swoich dotychczasowych przekonań, zwłaszcza na tle religijnym. Procedura znana już w starożytności, ale szczególnie rozwinięta w średniowieczu, w czasach nasilonych walk z heretykami. 
Od XIII wieku karą przewidzianą w prawodawstwie świeckim i kościelnym za herezję była kara śmierci, jeśli heretyk uporczywie trwa w herezji (impenitento, nieskruszony) lub popadł w nią ponownie (relapso, recydywista). Jednak zgodnie z praktyką wypracowaną do pewnego stopnia w średniowieczu, nie każde odstępstwo od wiary katolickiej było zagrożone śmiercią, lecz wprowadzono w tym zakresie wiele stopni winy. Aby oskarżonego można było skazać na śmierć, jego poglądy religijne musiały być „formalnie heretyckie” (heresia de formali), tzn. oskarżony musiał w sposób świadomy odrzucać któryś z dogmatów głoszonych przez Kościół. W innych przypadkach, gdy poglądy doktrynalne oskarżonego nie dotykały wprost dogmatów wiary, mogły zostać zakwalifikowane jako „błędne” (erronea), „bliskie herezji” (haeresis proxima) lub „pośrednio heretyckie” (haeresim sapiens). Poglądy mogły zostać potępione także jako nie będące wprawdzie heretyckie, ale „gorszące dla uszu wierzących” (piarium atrium offensiva), „skandalizujące” (scandalosa) lub „przeciwne teologicznemu konsensusowi”. 
W przypadkach wątpliwych klasyfikacja danych poglądów przypisanych oskarżonemu zależała od opinii teologicznych doradców trybunału, ale często była też przedmiotem negocjacji (ugoda obrończa) między trybunałem a obrońcą. Jeśli trybunał doszedł do wniosku, że poglądy religijne oskarżonego zasługują na potępienie, ale nie są w żaden sposób heretyckie, oskarżony, aby pojednać się z Kościołem, zobowiązany był te poglądy jedynie „odwołać”, a nie się ich „wyrzec”. W poważniejszych przypadkach natomiast, proces kończył się uznaniem oskarżonego za „winnego herezji” (w przypadku herezji formalnej) lub „podejrzanego o herezję”. Musiał on wówczas dokonać uroczystego wyrzeczenia się (abiuracji) i pojednania z Kościołem, które w zależności od stopnia winy mogło przybrać następujące formy:
- abiuracja de levi – jeśli uznano go za „lekko podejrzanego o herezję”; miała ona charakter prywatny, odbywała się z reguły w siedzibie trybunału lub pałacu biskupim;
- abiuracja de vehementi – jeśli uznano go za „mocno podejrzanego o herezję”; miała ona charakter publiczny, odbywała się najczęściej w jednym z głównych kościołów danego miasta podczas mszy świętej, rzadziej podczas specjalnej, uroczystej ceremonii pokutnej na placu publicznym (auto da fe);
- abiuracja de formali – jeśli uznano go za winnego herezji formalnej; również miała publiczny charakter, odbywała się podczas mszy w kościele lub na auto da fe. Osoby, które po abiuracji de formali ponownie popadły w herezję traktowane były jako relapsos (recydywiści) i skazywane na śmierć, nawet jeśli ponownie wyrzekły się herezji.

Abiuracja nie dotyczyła oczywiście tych występków, które nie były związane z poglądami religijnymi oskarżonego, lecz poddano je jurysdykcji inkwizycji na mocy szczególnych rozporządzeń, nawet jeśli mogły pociągnąć za sobą bardzo surowe kary (np. solicytacje).
Inkwizycja rzymska stosowała bardzo szeroki wachlarz kar. W najbardziej błahych przypadkach możliwe było nawet odstąpienie od kary i poprzestanie na pouczeniu i ostrzeżeniu. W pozostałych przypadkach wymierzano różne kary, począwszy od typowych środków pokutnych (odmawianie modlitw, posty, pielgrzymki itp.), poprzez grzywny, chłostę lub wygnanie, a skończywszy na więzieniu lub galerach, a w skrajnych przypadkach karze śmierci.